# Ornes
 Ornes  là một xã thuộc tỉnh Meuse trong vùng Grand Est đông nam nước Pháp. Xã này nằm ở khu vực có độ cao trung bình 250 mét trên mực nước biển. Xã là một trong 9 làng của Pháp bị phá hủy trong thế chiến 1.